# PDFsam
PDFsam Basic又稱PDF Split and Merge，是一个自由开源的跨平臺可移植文档格式（PDF）桌面应用程序，它可以用來分割和合并PDF文件、旋转和提取PDF页面。PDFsam Basic是用Java和JavaFX编写的。